# 노용호 (정치인)
노용호(魯容昊, 1971년 5월 14일~)는 대한민국의 정치인이다.

## 학력
- 현북국민학교 졸업
- 현북중학교 졸업
- 강릉명륜고등학교 졸업
- 관동대학교 산업공학과 학사

## 경력
- 1996: 신한국당 사무처당직자 공채 5기
- ~2007.12: 한나라당 강원도당 조직부장
- 2007.12: 한나라당 강원도당 사무부처장
- 2007.12: 한나라당 강원도당 조직팀장
- 2009.01: 한나라당 강원도당 사무처장 직무대행
- 2011.07: 한나라당 조직국 조직1팀장
- 2013.03~2016.09: 새누리당 강원도당 사무처장
- 2016.10~2017.02: 새누리당 정책위원회 산업통상자원위원회 수석전문위원
- 자유한국당 강원도당 사무처장
- 2017.02~2019.03: 자유한국당 기획조정국장
- 2019.03~2020.02: 자유한국당 조직국장
- 국회 정책연구위원
- 2020.02~2020.05: 미래한국당 당무총괄국장
- 2020.06~2021.07: 국민의힘 정책위원회 농림축산식품해양수산위원회 수석전문위원
- 2021.06~2022.05: 국민의힘 총무국장
- 2021.07: 국민의힘 인재영입위원
- 2022.06~2022.12: 국민의힘 혁신위원회 위원
- 2022.07~2022.12: 국민의힘 혁신위원회 인재를 키우는 정당 소위원회 위원
- 2022.09~2023.03: 국민의힘 비상대책위원장 비서실장
- 2022.12~2024.01: 국민의힘 강원특별자치도당 춘천시·철원군·화천군·양구군 갑 당원협의회 위원장
- 2023.05~2023.06: 국민의힘 최고위원 선출을 위한 보궐선거 선거관리위원회 위원
- 2023.07: 국민의힘 약자와의동행위원회 경제산업분과 위원
- 2023.11: 한국청년위원회 대회장
- 2024.09~: 대한전기협회 상근부회장

### 의정 활동
- 2022.05~2024.05: 제21대 국회의원(비례대표, 미래한국당→미래통합당→국민의힘,  초선)
  - 2022.05~2022.05: 제21대 국회 전반기 기획재정위원회 위원
  - 2022.07~2024.05: 제21대 국회 후반기 산업통상자원중소벤처기업위원회 위원
    - 제21대 국회 후반기 산업통상자원중소벤처기업위원회 중소벤처기업소위원회 위원
    - 제21대 국회 후반기 산업통상자원중소벤처기업위원회 예산결산소위원회 위원

  - 2022.12~2024.05: 제21대 국회 윤리특별위원회 위원
    - 제21대 국회 윤리특별위원회 제2소위원회 위원

  - 중소기업과 골목상권을 현장에서 살피는 정책 전문가 포럼 구성의원
  - 2023.06~2023.09: 제21대 국회 후반기 여성가족위원회 위원

## 역대 선거 결과
| 실시년도 | 선거   | 대수 | 직책     | 선거구   | 정당       | 득표수      | 득표율          | 순위          | 당락 | 비고       |
| -------- | ------ | ---- | -------- | -------- | ---------- | ----------- | --------------- | ------------- | ---- | ---------- |
| 2020년   | 총선   | 21대 | 국회의원 | 비례대표 | 미래한국당 | 9,441,520표 | \| \| 33.84% \| | 비례대표 20번 |      | 초선, 승계 |
|          | 33.84% |      |          |          |            |             |                 |               |      |            |

## 같이 보기
- 대한민국 제21대 국회의원 선거 미래한국당 후보 목록#비례대표

## 가족 관계
- 아버지: 노원태(생존)
- 어머니: 김정순(~2022년 11월 21일)
- 형제동생: 노윤영, 노경화